# Асильдаров, Шамиль Саидбегович
Шами́ль Саидбе́гович Асильда́ров (род. 18 мая 1983, Махачкала) — российский футболист, нападающий. Мастер спорта России, вице-президент «Анжи».

## Карьера

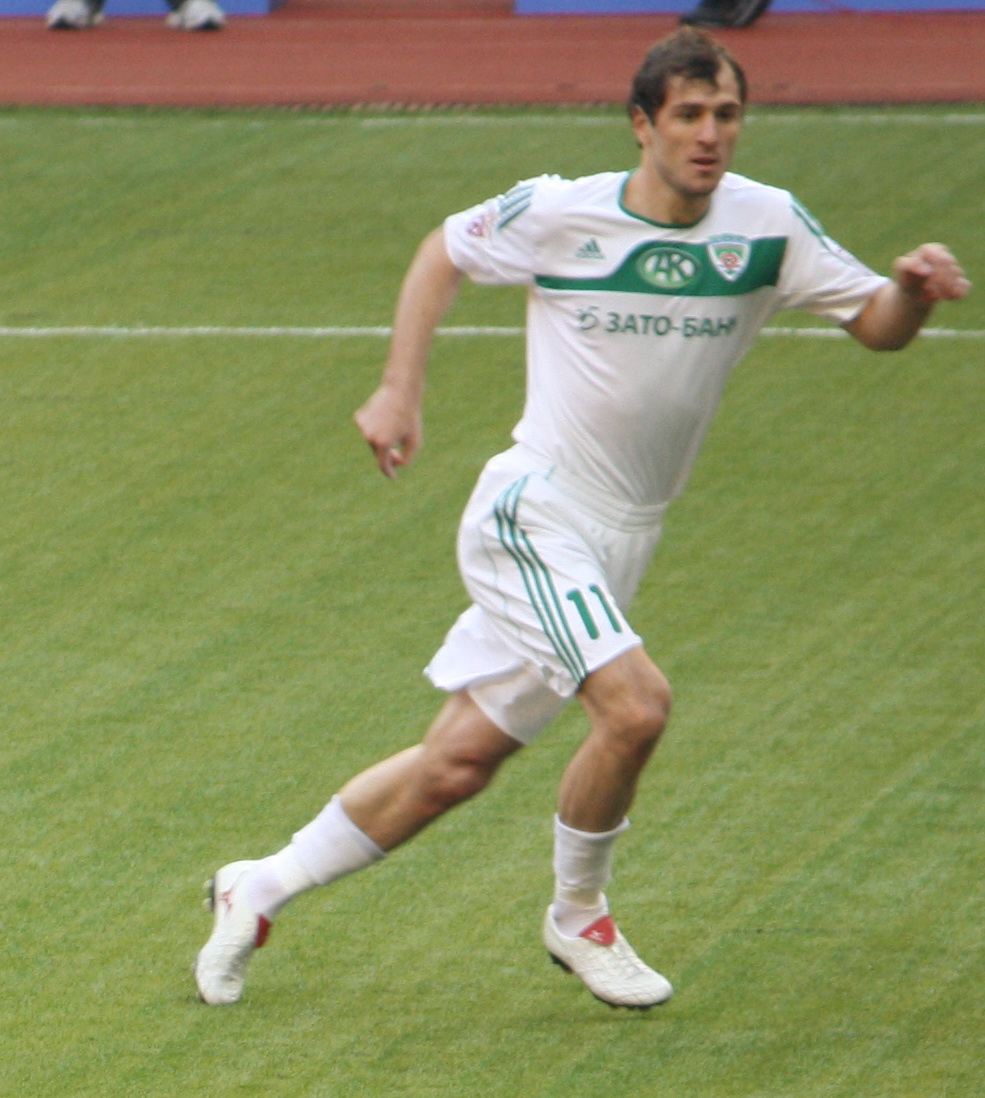
Асильдаров в составе «Терека»

Воспитанник дагестанского футбола. Первый тренер — Семён Валявский. Профессиональную карьеру игрока начал в 2000 году в клубе южной зоны второй лиги «Динамо» из Махачкалы. За пять лет, проведённых в команде, он сыграл 165 матчей, в которых забил 93 гола. Вместе с командой добился в 2003 году права выступать в первом дивизионе страны, а также стал лучшим бомбардиром сезона, забив в ворота соперников 31 мяч.
В 2005 году покинул «Динамо», подписав контракт с подмосковными «Химками», где за весь сезон провёл всего девять матчей, в которых четырежды забивал голы. На следующий сезон по приглашению главного тренера команды Павла Яковенко пополнил ряды краснодарской «Кубани», где за полгода забил 18 голов в 20 матчах и возглавил спор бомбардиров первого дивизиона.
Успешные выступления Асильдарова на Кубани привлекли внимание лидеров российского футбола, и в августе 2006 года он подписал контракт с московским «Локомотивом». Дебют Асильдарова в премьер-лиге состоялся 6 августа 2006 года в матче 14 тура против пермского «Амкара». Шамиль вышел на замену после первого тайма, заменив Вадима Евсеева. Первый гол в элитном дивизионе страны Шамиль забил двумя турами позже во встрече с самарскими «Крыльями Советов», принеся тем самым победу своей команде со счётом 2:1. Несмотря на это Шамиль не смог закрепиться в основном составе железнодорожников и по окончании сезона вернулся в «Кубань».
Летом 2007 года Асильдаров на правах аренды перешёл в «Терек». В начале 2008 года Асильдаров пополнил ряды махачкалинского «Анжи».
Спустя полгода перешёл во владивостокский «Луч», где дебютировал 9 августа 2008 года в матче 17-го тура против ярославского «Шинника», заменив на 65-й минуте Андре Алвеса. До конца сезона провёл за дальневосточный клуб ещё восемь встреч, а также отличился голом в поединке против своего бывшего клуба — московского «Локомотива». Но это не спасло команду от вылета в первый дивизион, контракт с Асильдаровым продлён не был. В 2009 году выступал в составе клуба южной зоны любительской футбольной лиги «Махачкала».
5 августа 2009 года заключил краткосрочное соглашение с одним из аутсайдеров высшей лиги — нальчикским «Спартаком». Дебют Асильдарова в новом клубе состоялся уже через три дня после попадания им в заявку нальчан в матче против московских одноклубников. Шамиль провёл на поле весь матч и даже отметился голом, что, впрочем, не помогло его команде, уступившей в итоге со счётом 2:4. До конца сезона в 13 матчах Шамиль отметился ещё 7 голами и тем самым помог нальчикскому клубу сохранить прописку в Премьер-Лиге. После завершения сезона 2009 года стал свободным агентом.
В декабре 2009 года было сообщено, что Шамиль вернулся в грозненский «Терек», с которым подписал трёхлетний контракт, однако эта информация затем была опровергнута сначала представителями нальчикского «Спартака», а позднее и главным тренером команды Юрием Красножаном, по словам которого Асильдаров ни с кем контрактов не подписывал, а нальчикский клуб хочет продлить с ним отношения. Тем не менее, в начале января 2010 года было официально объявлено о подписании игроком двухлетнего соглашения с грозненским клубом. По результатам регулярных голосований после каждого тура на официальном сайте «Терека» Асильдаров занял второе место в списке лучших игроков клуба в сезоне 2010 года, уступив первенство Ризвану Уциеву. За два с половиной года в грозненском клубе провёл 65 встреч, в которых 17 раз поражал ворота соперников, но после окончания сезона 2011/12 годов руководством команды было принято решение не продлевать с игроком контракт.
Летом 2012 года Асильдаров заключил краткосрочное соглашение с нижегородской «Волгой». Зимой 2012 года соглашение было продлено ещё на полгода, но в апреле 2013 года был отзаявлен.
В феврале 2014 года вернулся в «Луч-Энергию». Вместе с командой стал обладателем кубка ФНЛ, с группой игроков стал лучшим бомбардиром, забив 3 мяча, а также был признан лучшим игроком турнира. В июле 2014 года Шамиль подписал новый контракт с «Анжи» сроком на два года. Возвращение Асильдарова в «Анжи» состоялось 6 июля в матче первого тура первенства ФНЛ против «Сахалина», в котором он стал автором победного гола. Но из своего довольно буйного характера и не желании подписывать с ним новый контракт летом 2015 года остался без клуба. Дальше он тренировался самостоятельно. И в конце февраля 2016 года, пройдя медобследование пополнил ряды астраханского «Волгаря». 13 июня 2016 года перебрался в казахстанский клуб «Тобол» из Костаная, подписав контракт до конца 2016 года. В феврале 2017 года снова перешёл в махачкалинский «Анжи», подписав контракт с командой сроком на 1 год. Летом 2017 года стал свободным агентом. В начале января 2020 года стало известно, что Асильдаров назначен вице-президентом «Анжи».

## Достижения
Командные
«Динамо» (Махачкала)
- Победитель зоны «Юг» второго дивизиона: 2003.

«Локомотив» (Москва)
- Бронзовый призёр чемпионата России: 2006.

«Терек»
- Победитель первого дивизиона: 2007.

«Луч-Энергия»
- Обладатель кубка ФНЛ: 2014.

Личные
- Лучший бомбардир второго дивизиона: 2003.
- Лучший игрок Кубка ФНЛ: 2014.
- Лучший бомбардир Кубка ФНЛ: 2014.

## Личная жизнь
По национальности аварец. Отца зовут Саидбек, мать — Патимат. У Асильдарова есть старший брат Магомед, сёстры Вайсарат и Саният. Окончил Дагестанский педагогический университет. Лучшим игроком в мире считает Шамиля Лахиялова.

## Статистика выступлений
| Команда                   | Сезон            | Чемпионат        | Чемпионат | Чемпионат | Кубок | Кубок | Итого | Итого |
| Команда                   | Сезон            | Уров.            | Игры      | Голы      | Игры  | Голы  | Игры  | Голы  |
| ------------------------- | ---------------- | ---------------- | --------- | --------- | ----- | ----- | ----- | ----- |
| Динамо (Махачкала)        | 2000             | III              | 34        | 11        | 1     | 0     | 35    | 11    |
| Динамо (Махачкала)        | 2001             | III              | 33        | 16        | 2     | 2     | 35    | 18    |
| Динамо (Махачкала)        | 2002             | III              | 35        | 21        | 3     | 0     | 38    | 21    |
| Динамо (Махачкала)        | 2003             | III              | 35        | 31        | 4     | 2     | 39    | 33    |
| Динамо (Махачкала)        | 2004             | II               | 28        | 14        | 1     | 0     | 29    | 14    |
| Динамо (Махачкала)        | Итого            | Итого            | 165       | 93        | 11    | 4     | 176   | 97    |
| Химки                     | 2005             | II               | 9         | 4         | 0     | 0     | 9     | 4     |
| Кубань (Краснодар)        | 2006             | II               | 20        | 18        | 0     | 0     | 20    | 18    |
| Локомотив (Москва)        | 2006             | I                | 4         | 1         | 1     | 0     | 5     | 1     |
| Кубань (Краснодар)        | 2007             | I                | 13        | 0         | 1     | 0     | 14    | 0     |
| Терек (Грозный)           | 2007             | II               | 12        | 4         | 0     | 0     | 12    | 4     |
| Анжи (Махачкала)          | 2008             | II               | 21        | 6         | 1     | 2     | 22    | 8     |
| Луч-Энергия (Владивосток) | 2008             | I                | 9         | 1         | 1     | 0     | 10    | 1     |
| Махачкала                 | 2009             | IV               | ?         | ?         | 0     | 0     | ?     | ?     |
| Спартак-Нальчик           | 2009             | I                | 14        | 8         | 0     | 0     | 14    | 8     |
| Терек (Грозный)           | 2010             | I                | 29        | 9         | 0     | 0     | 29    | 9     |
| Терек (Грозный)           | 2011/12          | I                | 36        | 8         | 2     | 1     | 38    | 9     |
| Терек (Грозный)           | Итого            | Итого            | 65        | 17        | 2     | 1     | 67    | 18    |
| Волга (Нижний Новгород)   | 2012/13          | I                | 13        | 3         | 1     | 0     | 14    | 3     |
| Луч-Энергия (Владивосток) | 2013/14          | II               | 11        | 5         | 2     | 0     | 13    | 5     |
| Анжи (Махачкала)          | 2014/15          | II               | 29        | 5         | 2     | 2     | 31    | 7     |
| Волгарь (Астрахань)       | 2015/16          | II               | 13+2      | 5         | 0     | 0     | 15    | 5     |
| Тобол (Костанай)          | 2016             | I                | 18        | 2         | 0     | 0     | 18    | 2     |
| Анжи (Махачкала)          | 2016/17          | I                | 6         | 0         | 1     | 0     | 7     | 0     |
| Анжи (Махачкала)          | 2020/21          | III              | 8         | 0         | 0     | 0     | 8     | 0     |
| Всего за карьеру          | Всего за карьеру | Всего за карьеру | 430       | 172       | 23    | 9     | 455   | 181   |

(откорректировано по состоянию на 21 ноября 2020 года)
Источники:
- Статистика выступлений взята со спортивного медиа-портала Sportbox.ru